# 坂東寛二郎
坂東 寛二郎（ばんどう かんじろう、1947年（昭和22年）7月12日 - ）は、日本舞踊家、寛和会 監修、日本舞踊教室「子供舞踊塾」監修。

## 来歴・人物
祖母 坂東喜代花より手ほどきを受け、6歳で墨田劇場にて初舞台を踏む。
8代目坂東三津五郎の内弟子をつとめ40年以上にわたり、全国の門弟に日本舞踊を指導している。

## 主な出演作

### 舞台
- 増上寺 2021年5月/11月 野外ステージにてオーケストラ×日本舞踊
- 創作舞踊「忠臣蔵」出演/演出
- 創作舞踊「ボレロ」出演/演出
- 比叡山延暦寺 大法会奉納コンサート(2012年9月29日)
- Lenovo Asia Pacific Kickoff Party 演出/出演(2017年/2018年)
- 国立劇場にてリサイタル公演 開催
- 両国国技館 1万人コンサート 「ヤマトタケル」タケヒコ役

### テレビ・ラジオ
- NHK World Tokyo Fashion Express（2018年）
- BSテレビ東京「高将の名言」松平健/八塩圭子（2017年）
- FM OH! Keep on smiling 山寺宏一（2011年1月30日）

## 賞歴
- アメリカ3都市[どこ?]の名誉市⺠賞：1987年
- 日本舞踊 新舞踊大会 会⻑賞：1988年